# Bréval
Bréval ist eine französische Gemeinde mit 2.031 Einwohnern (Stand: 1. Januar 2022) im Département Yvelines in der Region Île-de-France. Sie gehört zum Arrondissement Mantes-la-Jolie und ist Teil des Kantons Bonnières-sur-Seine. Die Einwohner werden Brévalois genannt.

## Geographie
Bréval liegt etwa 59 Kilometer westnordwestlich von Paris. Umgeben wird Bréval von den Nachbargemeinden Saint-Illiers-la-Ville im Norden, Perdreauville im Nordosten, Ménerville im Osten und Nordosten, Neauphlette im Süden, Villiers-en-Désœuvre im Westen sowie Saint-Illiers-le-Bois im Nordwesten.
Der Bahnhof liegt an der Bahnstrecke Mantes-la-Jolie–Cherbourg.

## Bevölkerungsentwicklung
| Jahr                      | 1962 | 1968 | 1975 | 1982 | 1990 | 1999 | 2006 | 2012 |
| Einwohner                 | 597  | 738  | 912  | 1093 | 1440 | 1646 | 1865 | 1906 |
| Quelle: Cassini und INSEE |      |      |      |      |      |      |      |      |

## Sehenswürdigkeiten
- Kirche Notre-Dame-de-la-Trinité, romanische Kirche aus dem 12. Jahrhundert

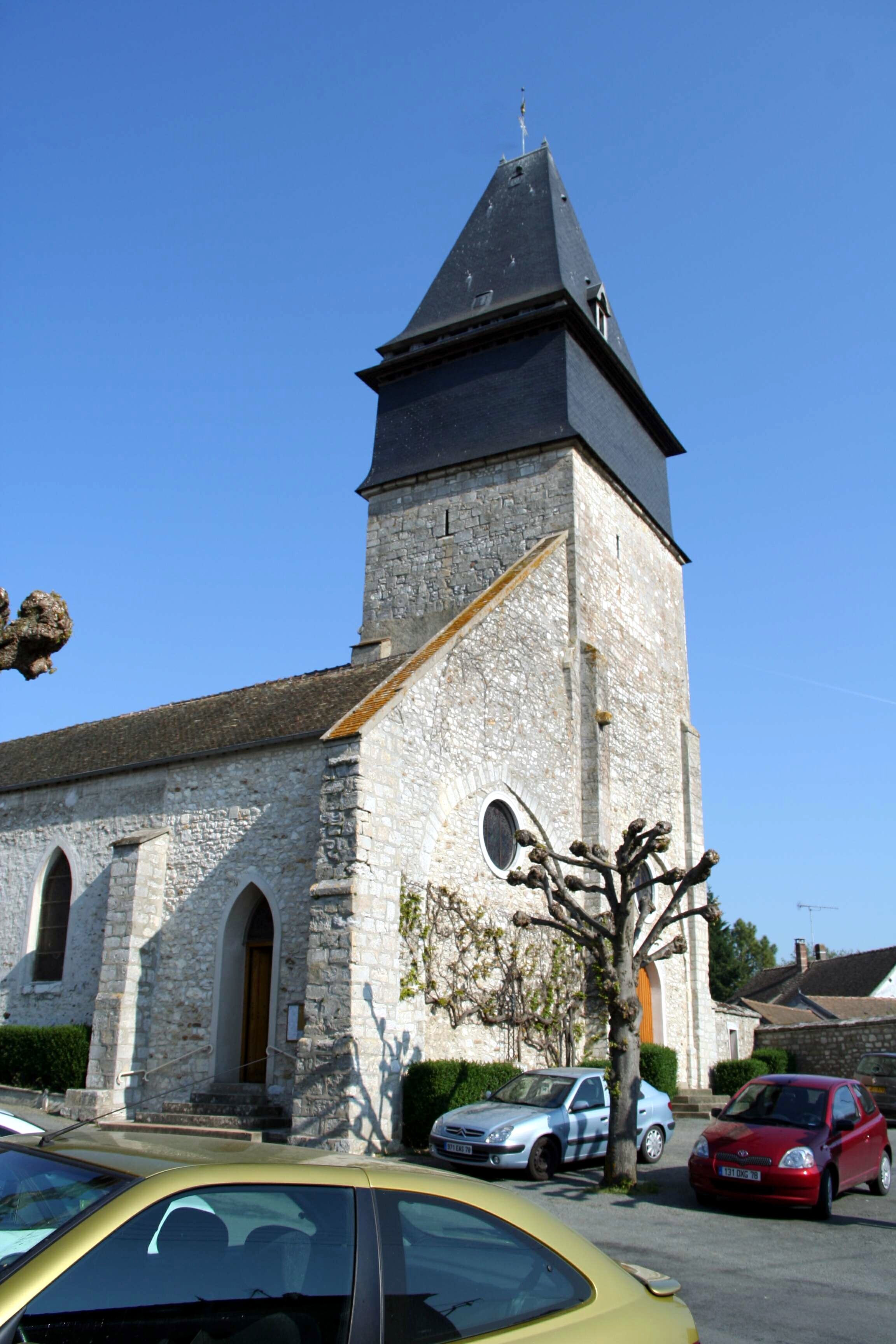
Kirche Notre-Dame-de-la-Trinité

- Mittelalterliche Brücke